# Frank Capp
Francis Cappuccio (Worcester, 20 de agosto de 1931-Studio City, 12 de septiembre de 2017), conocido profesionalmente como Frank Capp, fue un baterista de jazz estadounidense. Capp también tocó en numerosas sesiones de rock and roll y se le considera miembro del colectivo The Wrecking Crew.

## Biografía
Capp nació como Francis Cappuccio. en agosto de 1931 en Worcester, Massachusetts. Comenzó a tocar con Stan Kenton en 1951 y permaneció con él durante algún tiempo. Más tarde se unió al grupo de Neal Hefti. A menudo acompañaba a Peggy Lee en sus giras y posteriormente se fue a Los Ángeles, donde se unió a Billy May y grabó con The Wrecking Crew. Tocó con Ella Fitzgerald, Harry James, Charlie Barnet, Stan Getz, Art Pepper y Dave Pell. Grabó a menudo con el trío de André Previn (1957-1964), y también lo hizo con Benny Goodman (1958), Terry Gibbs y Turk Murphy. Capp trabajó constantemente en programas de televisión y en los estudios de cine en la década de 1960 y, a partir de la década de 1970, grabó extensamente en una variedad de entornos para Concord. Junto con Nat Pierce fundó la big band Capp-Pierce Juggernaut en 1975.
En sus últimos años residió con su pareja, Lori Singman, en Studio City, Los Ángeles y actuó todos los martes en el restaurante Las Hadas de Northridge, California, acompañado por sus compañeros de jazz. En 2016, Capp escribió y publicó su autobiografía, Drumming Up Business: My Life in Music.

## Discografía

### Como líder
Con Nat Pierce
- Frank Capp & Nat Pierce: Juggernaut (Concord Jazz, 1976)
- The Capp-Pierce Juggernaut: Live at the Century Plaza con Joe Williams (Concord Jazz, 1978)
- The Frank Capp-Nat Pierce Orchestra: Juggernaut Strikes Again! con Ernie Andrews (Concord Jazz, 1982)
- The Capp-Pierce Juggernaut: Live at the Alley Cat con Ernestine Anderson (Concord Jazz, 1987)

Con The Frank Capp Juggernaut 
- In a Hefti Bag (Concord Jazz, 1995)
- Play It Again Sam (Concord Jazz, 1997)

### Como acompañante
Con Stan Kenton
- City of Glass (Capitol, 1951)
- Popular Favorites by Stan Kenton (Capitol, 1953)
- This Modern World (Capitol, 1953)

Con Herbie Harper Quintet
- Five Brothers (Tampa Records, 1955)

Con The Mitchells: Red Mitchell, Whitey Mitchell, Blue Mitchell and André Previn
- Get Those Elephants Out'a Here (MetroJazz, 1958)

Con André Previn
- King Size! (Contemporary, 1959)
- Dinah Sings, Previn Plays (Capitol, 1959) - con Dinah Shore
- Like Previn! (Contemporary, 1960)
- André Previn and J. J. Johnson (Columbia, 1961) - con J. J. Johnson
- Duet (Columbia, 1962) - con Doris Day

Con Shorty Rogers
- Shorty Rogers Meets Tarzan (MGM, 1960)

Con Dion DiMucci
- Born to Be with You (Phil Spector Records, 1975)

Con Ben Webster
- The Warm Moods (Reprise, 1961)

Con Cher
- All I Really Want to Do (Imperial Records, 1965)
- Chér (Imperial Records, 1966)

Con Glen Campbell
- I Remember Hank Williams (Capitol Records, 1973)

Con Joe Pass
- A Sign of the Times (World Pacific, 1965)

Con Bud Shank
- Girl in Love (World Pacific, 1966)
- Bud Shank Plays Music from Today's Movies (World Pacific, 1967)

Con Sonny & Cher
- Look at Us (Atco Records, 1965)

Con Michael Bublé
- Michael Bublé (Reprise Records, 2003)
- It's Time (Reprise Records, 2005)

Con John Denver
- Earth Songs (Windstar Records, 1990)

Con Renee Olstead
- Skylark (Reprise Records, 2009)

Con Michael Nesmith
- The Wichita Train Whistle Sings (Dot, 1968)

Con Chet Baker
- Albert's House (Beverly Hills, 1969)

Con Jack Nitzsche
- Heart Beat (Soundtrack) (Capitol, 1980)

Con Anita O'Day
- In a Mellow Tone (Kayo, 1989)